# ريك فاغنر
ريك فاغنر (بالإنجليزية: Rick Wagner)‏ هو لاعب كرة قدم أمريكية أمريكي، ولد في 21 أكتوبر 1989 في وست ألس في الولايات المتحدة.

## وصلات خارجية
- ريك فاغنر على موقع مرجع كرة القدم المحترفة.كوم (الإنجليزية)